# Giải Grammy cho bài hát rock xuất sắc nhất
Giải Grammy cho bài hát rock xuất sắc nhất là một hạng mục nằm trong giải Grammy - giải thưởng ra đời vào năm 1958 và ban đầu có tên gọi là giải Gramophone, được trao cho các bài hát xuất sắc của năm thuộc thể loại nhạc rock. Đây là giải thưởng của Viện hàn lâm Khoa học và Nghệ thuật Thu âm Quốc gia (Hoa Kỳ) nhằm tôn vinh "thành tựu nghệ thuật, các cá nhân/tập thể xuất sắc trong lĩnh vực thu âm", mà không cần quan tâm đến doanh số bán album hay vị trí trên các bảng xếp hạng âm nhạc.
Giải lần đầu tiên được trao cho nhạc sĩ - nghệ sĩ người Anh Sting vào năm 1992. Theo luật sửa đổi của Giải Grammy lần thứ 52, giải được trao để vinh danh những bài hát mới (về cả lời hát lẫn giai điệu) hay những bài hát "mới nổi bật lần đầu" đạt đủ điều kiện nổi bật trong thời kỳ xét giải. Những bài hát không hội tụ đủ những điều kiện trên mà vẫn được đề cử là không hợp lệ.
Bruce Springsteen hiện giữ kỷ lục về số lượng giải thưởng và đề cử, bằng việc chiến thắng 4 giải từ 9 đề cử. Các nghệ sĩ giành chiến thắng nhiều tiếp theo là Alanis Morissette, các ban nhạc Red Hot Chili Peppers và U2 với 2 giải. Số bài hát đoạt giải do các nghệ sĩ người Mỹ trình bày thường nhiều hơn bất kỳ quốc gia nào khác, kể cả các nghệ sĩ hoặc nhóm nhạc đến từ Anh, Canada và Ireland. Có 4 trường hợp mà nghệ sĩ hoặc nhóm nhạc nhận được đề cử cho 2 ca khúc trong cùng một năm, đó là: Aerosmith với 2 bài "Cryin'" và "Livin' on the Edge" vào năm 1994, Melissa Etheridge nhận được đề cử với bài "Come to My Window" và "I'm the Only One" năm 1995, Jakob Dylan của nhóm The Wallflowers với "The Difference" và "One Headlight" cuối cùng giành chiến thắng với bài thứ 2 năm 1998, U2 có 2 bài đề cử "Elevation" và "Walk On" năm 2002. Coldplay hiện giữ kỷ lục về số lần được đề cử nhiều nhất mà không thắng giải nào với 4 lần.

## Danh sách cụ thể

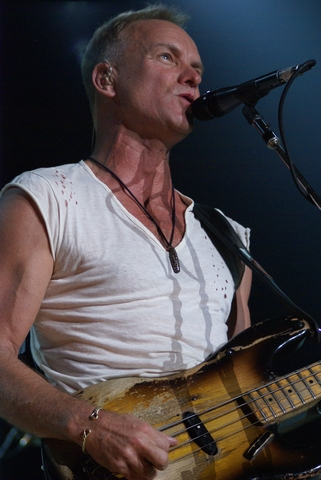
Sting đã trở thành người đầu tiên nhận giải với ca khúc "The Soul Cages" năm 1992

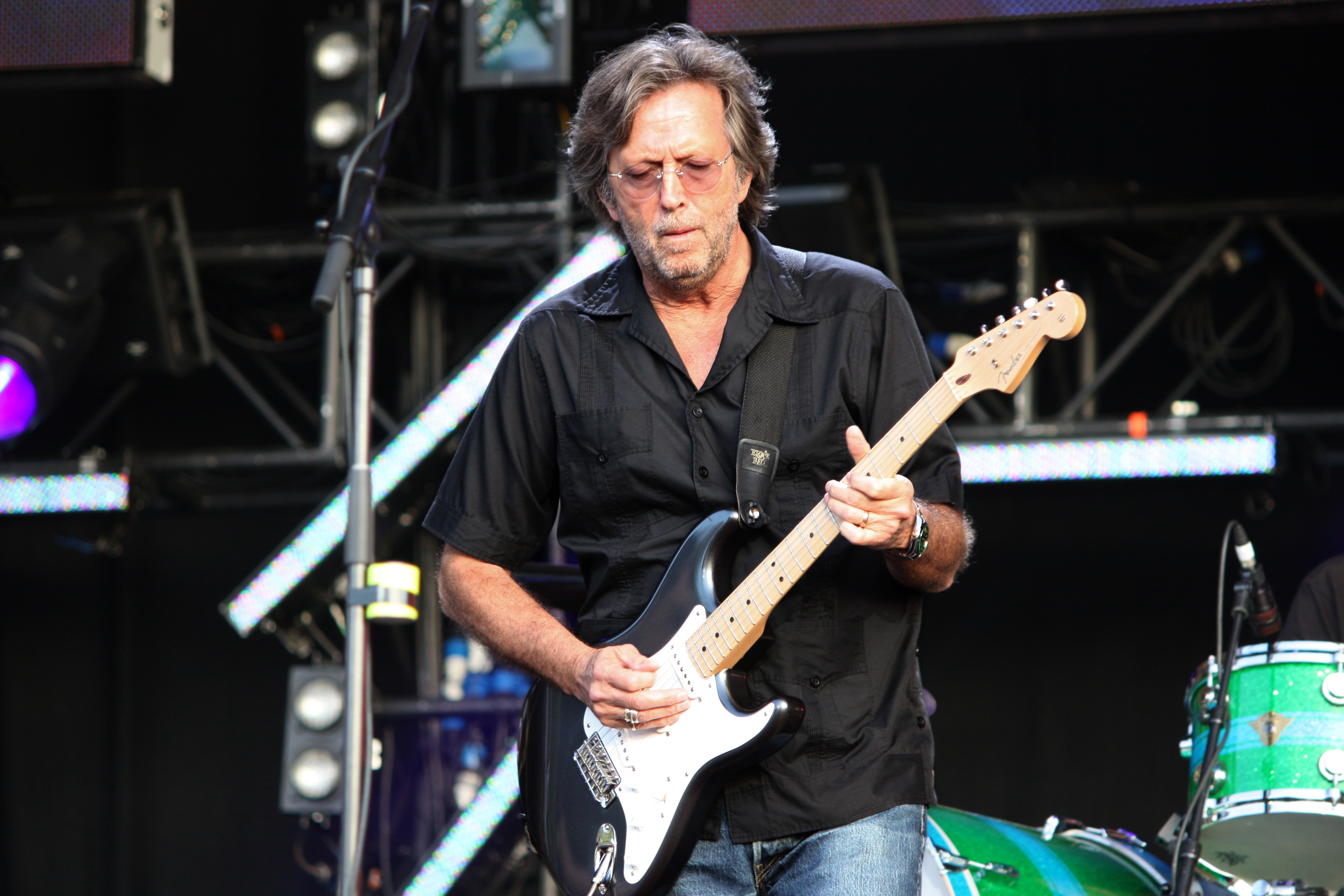
Eric Clapton – người thắng giải năm 1993 với ca khúc "Layla"

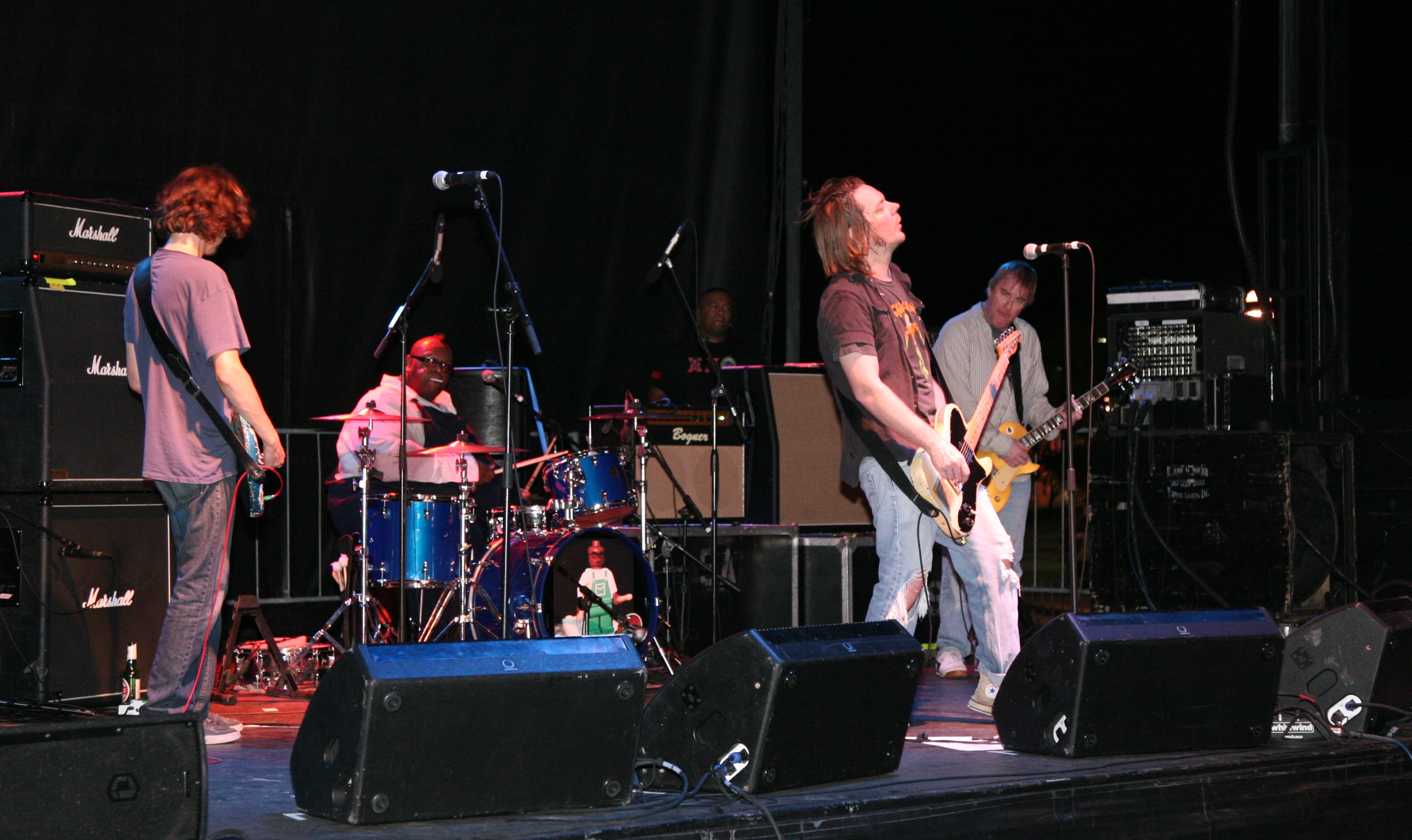
Các thành viên của ban nhạc Soul Asylum từng thắng giải năm 1994 với ca khúc "Runaway Train"

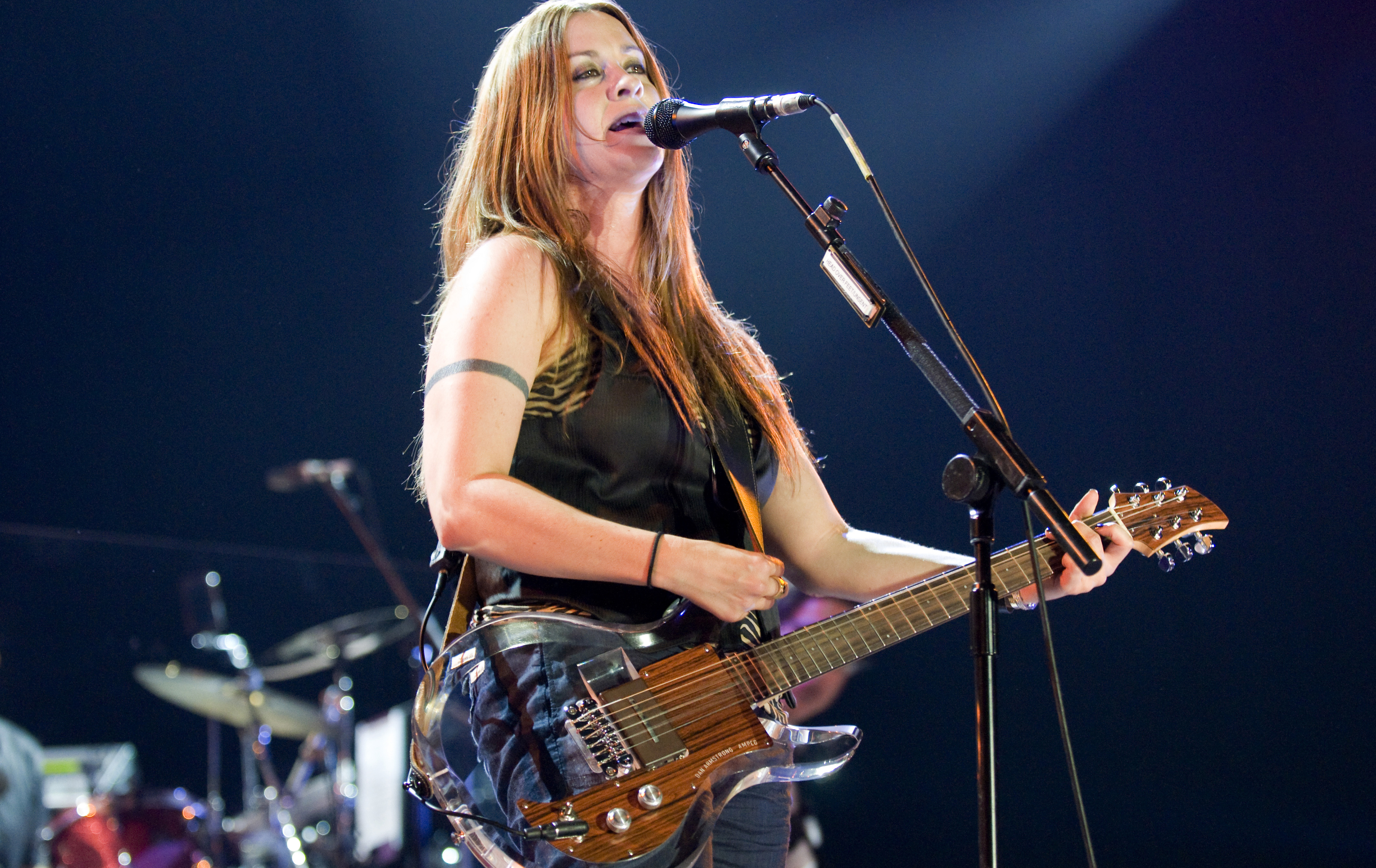
Alanis Morissette – người từng thắng giải 2 lần biểu diễn ở Barcelona năm 2008

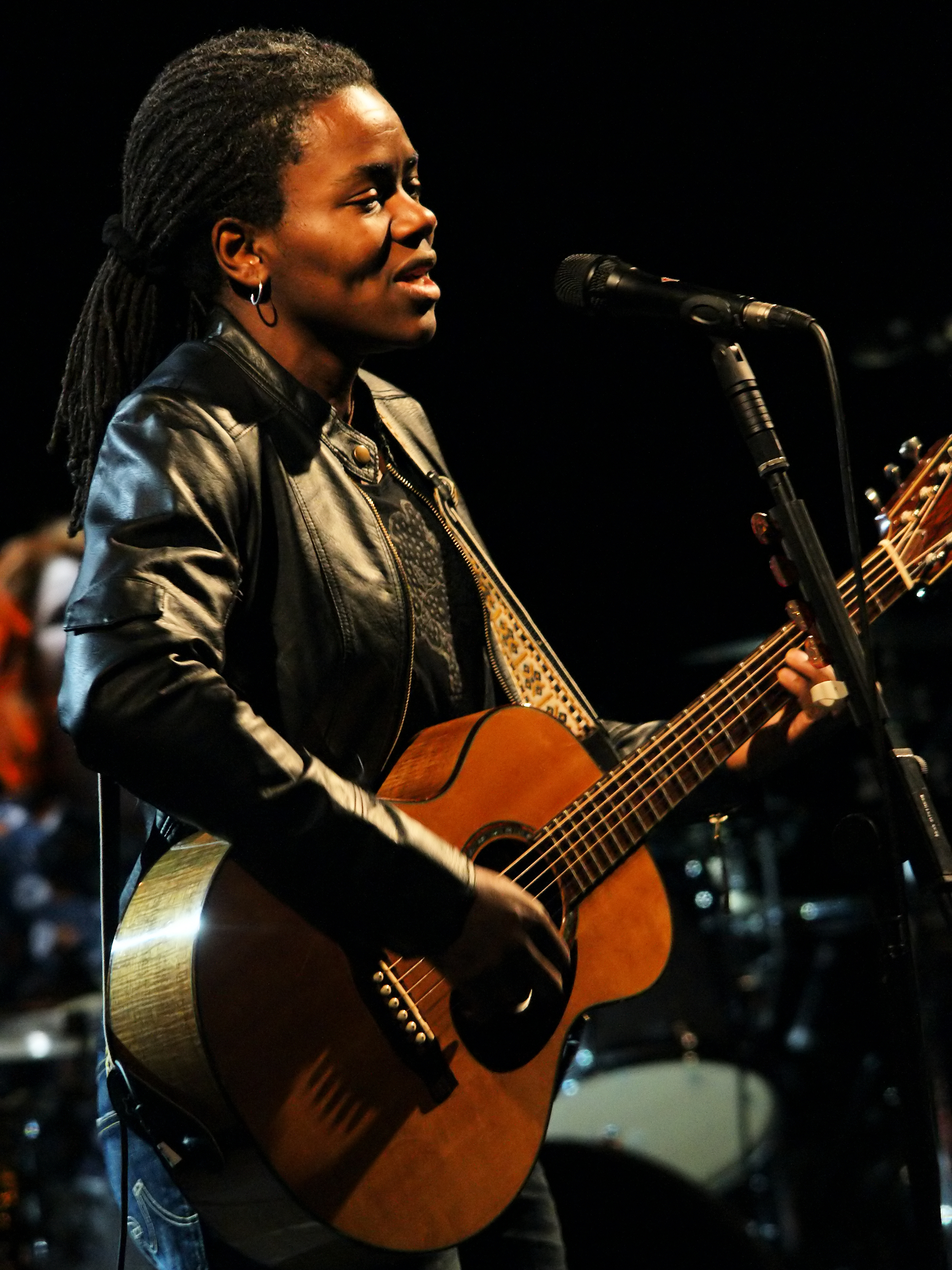
Người thắng giải năm 1997 – Tracy Chapman biểu diễn tại lễ hội Cactus năm 2009 ở Bruges, Bỉ.

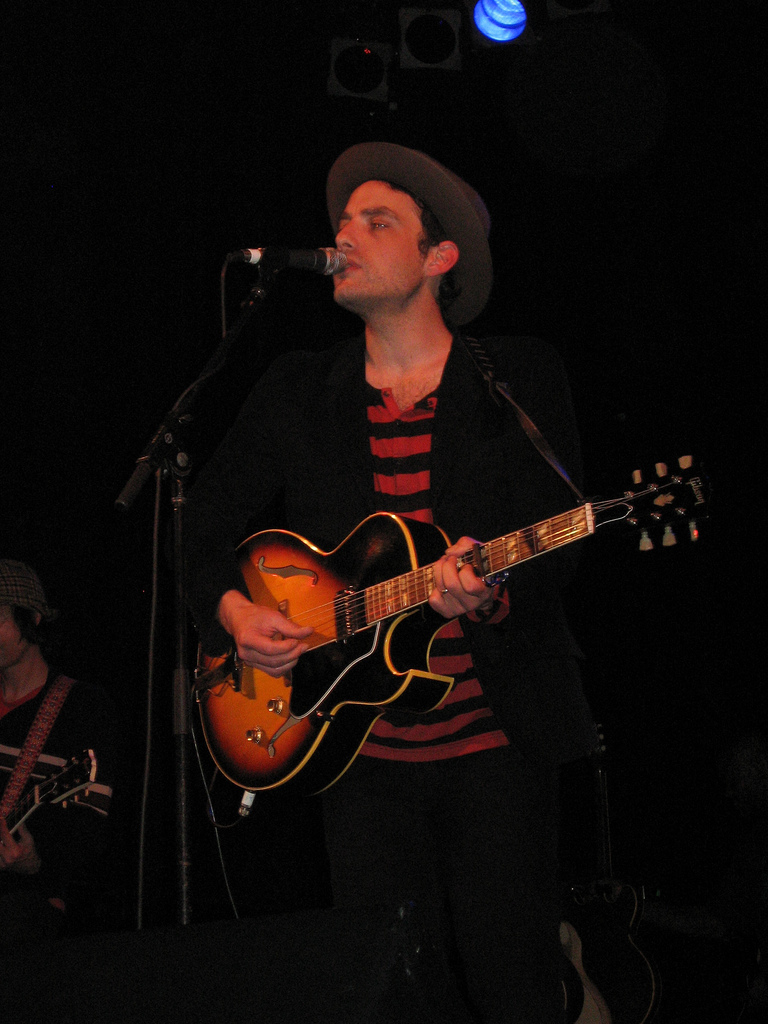
Jakob Dylan – người thắng giải năm 1998 với ca khúc "One Headlight" và là thành viên của The Wallflowers, biểu diễn năm 2007.

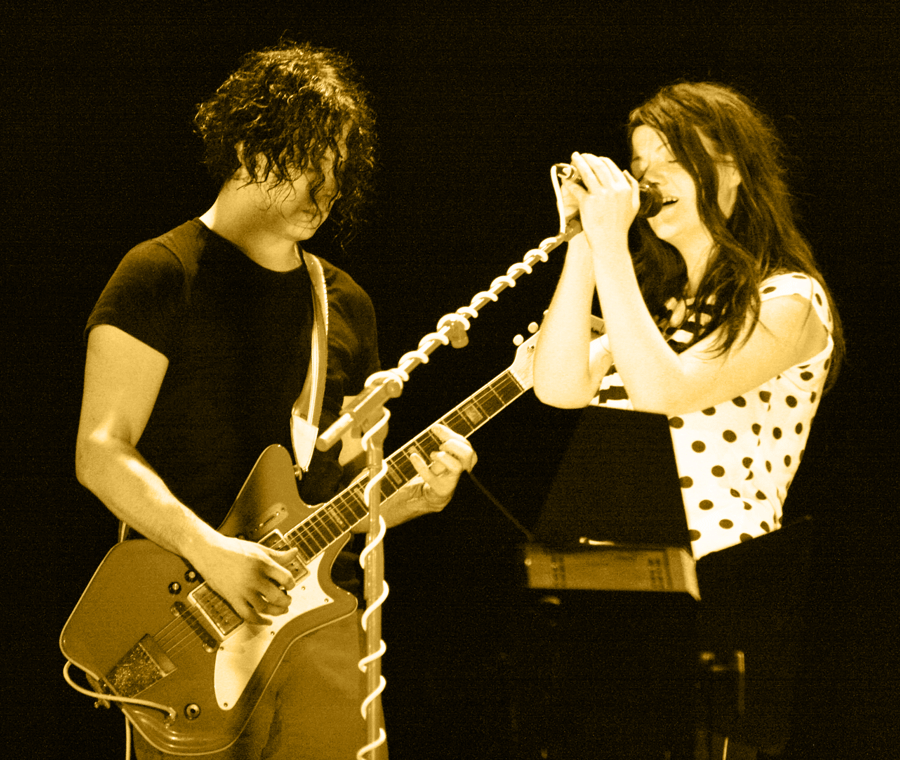
Jack White và Meg White của ban nhạc The White Stripes đoạt giải năm 2004

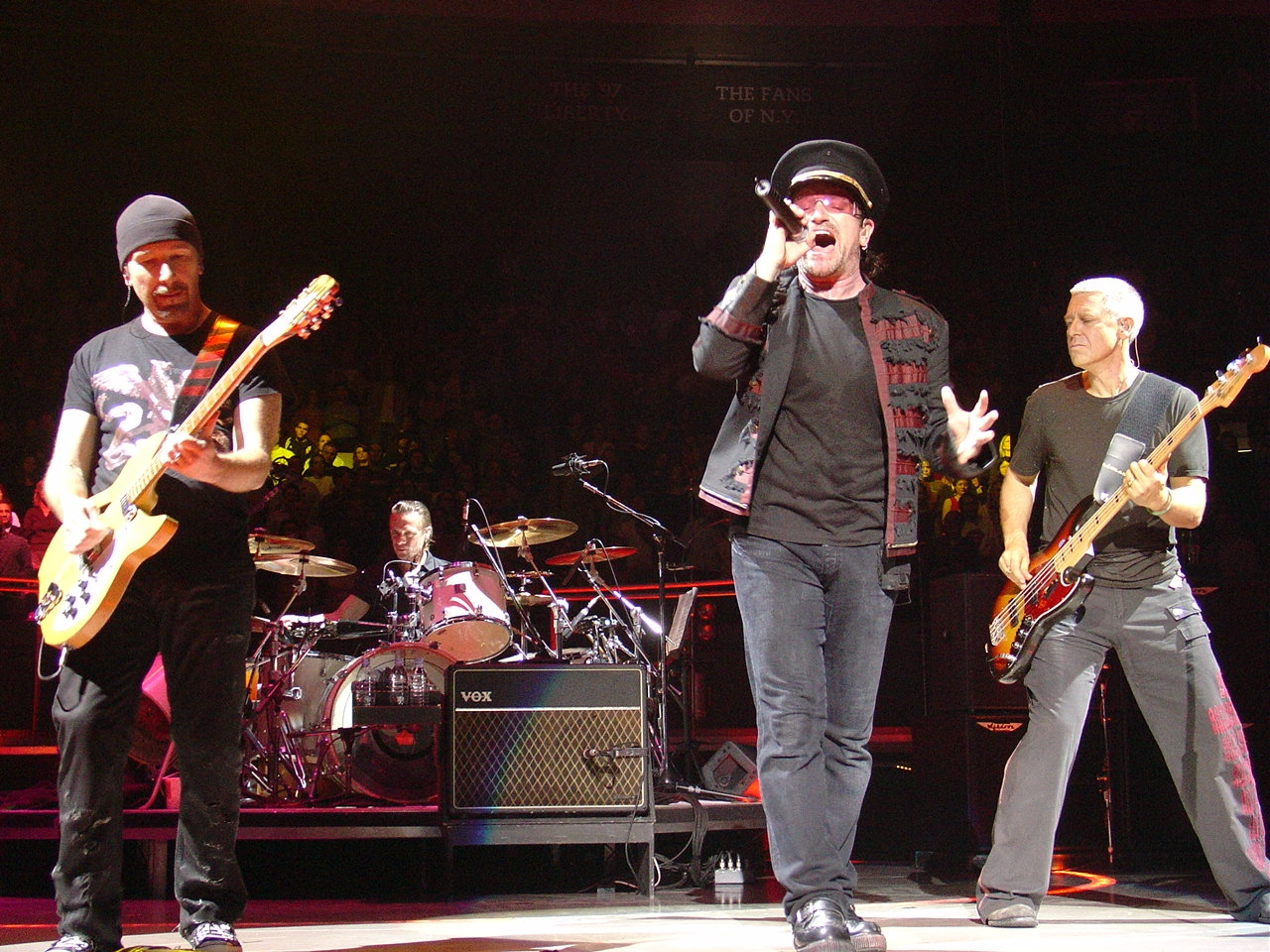
Các thành viên của ban nhạc U2 từng 2 lần đoạt giải biểu diễn tại Madison Square Garden vào năm 2005.

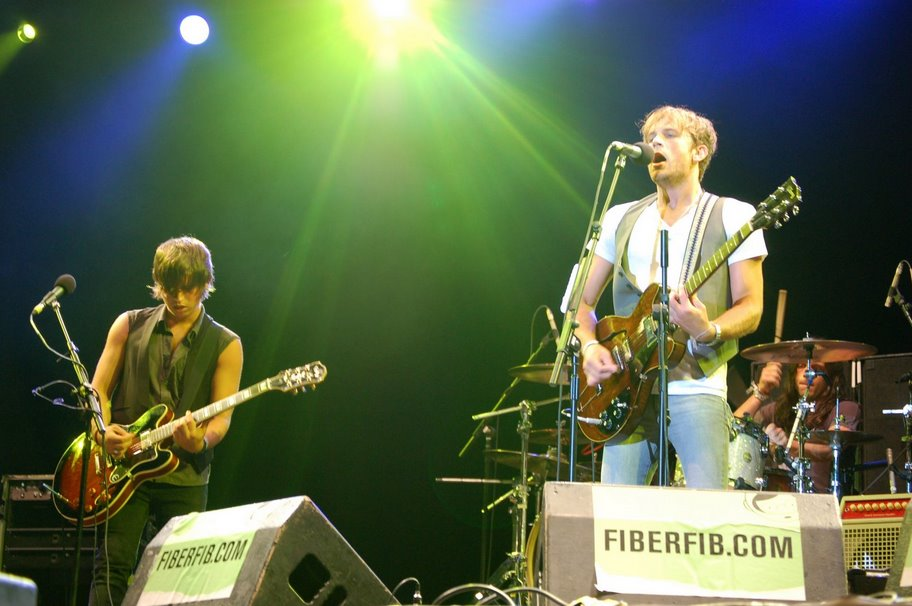
Các thành viên của Kings of Leon từng thắng giải năm 2010 biểu diễn vào năm 2007.

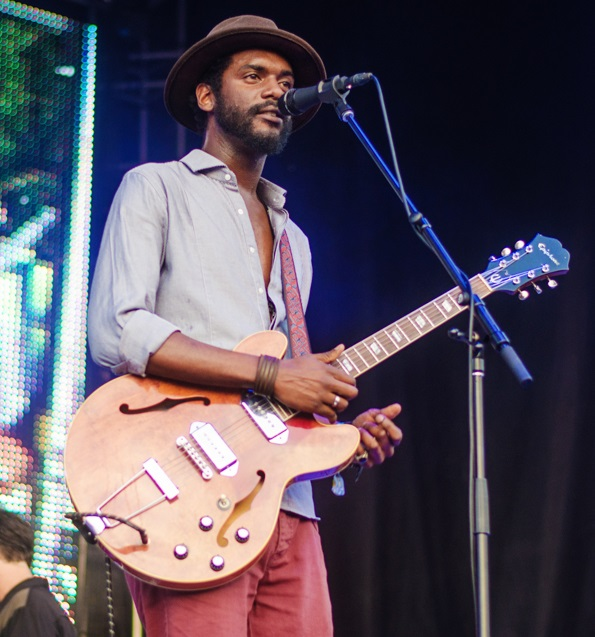
Gary Clark Jr., chủ nhân giải thưởng năm 2020.

| Năm  | Sáng tác                                                                         | Ca khúc đoạt giải               | Nghệ sĩ biểu diễn[I]                                     | Các đề cử khác[II] | Ghi chú |
| ---- | -------------------------------------------------------------------------------- | ------------------------------- | -------------------------------------------------------- | --- | ------- |
| 1992 | Sting                                                                            | "The Soul Cages"                | Sting                                                    | - Chris DeGarmo – "Silent Lucidity" (Queensrÿche) | [ 4 ]   |
| 1993 | Eric Clapton Jim Gordon                                                          | "Layla" (ấn bản Unplugged)      | Eric Clapton                                             | - Bruce Springsteen – "Human Touch" (Bruce Springsteen) | [ 5 ]   |
| 1994 | Dave Pirner                                                                      | "Runaway Train"                 | Soul Asylum                                              | - Jim Steinman – "I'd Do Anything for Love (But I Won't Do That)" (Meat Loaf) | [ 6 ]   |
| 1995 | Bruce Springsteen                                                                | "Streets of Philadelphia"       | Bruce Springsteen                                        | - Chris Cornell – "Black Hole Sun" (Soundgarden) | [ 7 ]   |
| 1996 | Alanis Morissette Glen Ballard                                                   | "You Oughta Know"               | Alanis Morissette                                        | - Neil Young – "Downtown" (Neil Young) | [ 8 ]   |
| 1997 | Tracy Chapman                                                                    | "Give Me One Reason"            | Tracy Chapman                                            | - Jakob Dylan – "6th Avenue Heartache" (The Wallflowers) | [ 9 ]   |
| 1998 | Jakob Dylan                                                                      | "One Headlight"                 | The Wallflowers                                          | - Jakob Dylan – "The Difference" (The Wallflowers) | [ 10 ]  |
| 1999 | Alanis Morissette                                                                | "Uninvited"                     | Alanis Morissette                                        | - Richard Ashcroft, Mick Jagger, Keith Richards – "Bitter Sweet Symphony" (The Verve) | [ 11 ]  |
| 2000 | Red Hot Chili Peppers                                                            | "Scar Tissue"                   | Red Hot Chili Peppers                                    | - Bruce Springsteen – "The Promise" (Bruce Springsteen) | [ 12 ]  |
| 2001 | Scott Stapp Mark Tremonti                                                        | "With Arms Wide Open"           | Creed                                                    | - Flea, John Frusciante, Anthony Kiedis, Chad Smith – "Californication" (Red Hot Chili Peppers) | [ 13 ]  |
| 2002 | Train                                                                            | "Drops of Jupiter (Tell Me)"    | Train                                                    | - Marti Frederiksen, Steven Tyler – "Jaded" (Aerosmith) - Guy Berryman, Jonny Buckland, Will Champion, Chris Martin – "Yellow" (Coldplay) - U2 – "Elevation (U2) - U2 – "Walk On" (U2) | [ 14 ]  |
| 2003 | Bruce Springsteen                                                                | "The Rising"                    | Bruce Springsteen                                        | - Chad Kroeger – "Hero" (Chad Kroeger và Josey Scott) | [ 15 ]  |
| 2004 | Jack White                                                                       | "Seven Nation Army"             | The White Stripes                                        | - David Hodges, Amy Lee, Ben Moody – "Bring Me to Life" (Evanescence) - Chad Kroeger, Mike Kroeger, Ryan Peake, Ryan Vikedal – "Someday" (Nickelback) - Jorge Calderón, Warren Zevon – "Disorder in the House" (Bruce Springsteen và Warren Zevon) - Charlie Colin, Patrick Monahan, Jimmy Stafford, Scott Underwood – "Calling All Angels" (Train)                                                     | [ 16 ]  |
| 2005 | U2                                                                               | "Vertigo"                       | U2                                                       | - Duff, Dave Kushner, Slash, Matt Sorum, Scott Weiland – "Fall to Pieces" (Velvet Revolver) | [ 17 ]  |
| 2006 | U2                                                                               | "City of Blinding Lights"       | U2                                                       | - Rivers Cuomo – "Beverly Hills" (Weezer) | [ 18 ]  |
| 2007 | Red Hot Chili Peppers                                                            | "Dani California"               | Red Hot Chili Peppers                                    | - Neil Young – "Lookin' for a Leader" (Neil Young) | [ 19 ]  |
| 2008 | Bruce Springsteen                                                                | "Radio Nowhere"                 | Bruce Springsteen                                        | - Lucinda Williams – "Come On" (Lucinda Williams) | [ 20 ]  |
| 2009 | Bruce Springsteen                                                                | "Girls in Their Summer Clothes" | Bruce Springsteen                                        | - Radiohead – "House of Cards" (Radiohead) | [ 21 ]  |
| 2010 | Kings of Leon                                                                    | "Use Somebody"                  | Kings of Leon                                            | - Bono, Adam Clayton, The Edge, Larry Mullen, Jr. – "I'll Go Crazy If I Don't Go Crazy Tonight" (U2) | [ 22 ]  |
| 2011 | Neil Young                                                                       | "Angry World"                   | Neil Young                                               | - Matthew Bellamy – "Resistance" (Muse) | [ 23 ]  |
| 2012 | Foo Fighters                                                                     | "Walk"                          | Foo Fighters                                             | - Colin Greenwood, Jonny Greenwood, Ed O'Brien, Phil Selway và Thom Yorke – "Lotus Flower" (Radiohead) | [ 24 ]  |
| 2013 | The Black Keys & Brian Burton                                                    | "Lonely Boy"                    | The Black Keys                                           | - Matthew Bellamy – "Madness" (Muse) - Ted Dwane, Ben Lovett, Winston Marshall và Marcus Mumford – "I Will Wait" (Mumford & Sons) - Bruce Springsteen – "We Take Care of Our Own" (Bruce Springsteen) - Jack White – "Freedom at 21" (Jack White) | [ 25 ]  |
| 2014 | Dave Grohl, Paul McCartney, Krist Novoselic và Pat Smear                         | "Cut Me Some Slack"             | Paul McCartney, Dave Grohl, Krist Novoselic và Pat Smear | - Matthew Bellamy – "Panic Station" (Muse) - Geezer Butler, Tony Iommi và Ozzy Osbourne – "God Is Dead?" (Black Sabbath) - Gary Clark, Jr. – "Ain't Messin 'Round" (Gary Clark, Jr.) - Mick Jagger và Keith Richards – "Doom and Gloom" (The Rolling Stones) | [ 26 ]  |
| 2015 | Hayley Williams và Taylor York                                                   | "Ain't It Fun"                  | Paramore                                                 | - Ryan Adams – "Gimme Something Good" (Ryan Adams) - Dan Auerbach, Brian Burton và Patrick Carney – "Fever" (The Black Keys) - Beck Hansen – "Blue Moon" (Beck) - Jack White – "Lazaretto" (Jack White) | [ 27 ]  |
| 2016 | Alabama Shakes                                                                   | "Don't Wanna Fight"             | Alabama Shakes                                           | - Dave Bassett và Elle King – "Ex's & Oh's" (Elle King) - Iain Archer và James Bay – "Hold Back the River" (James Bay) - Richard Meyer, Ryan Meyer và Johnny Stevens – "Lydia" (Highly Suspect) - John Hill, Tom Hull và Florence Welch – "What Kind of Man" (Florence + the Machine) | [ 27 ]  |
| 2017 | David Bowie                                                                      | "Blackstar"                     | David Bowie                                              | - Radiohead – "Burn the Witch" (Radiohead) - James Hetfield và Lars Ulrich – "Hardwired" (Metallica) - Tyler Joseph – "Heathens" (Twenty One Pilots) - Richard Meyer, Ryan Meyer và Johnny Stevens – "My Name Is Human" (Highly Suspect) | [ 23 ]  |
| 2018 | Foo Fighters                                                                     | "Run"                           | Foo Fighters                                             | - James Hetfield & Lars Ulrich – "Atlas, Rise!" (Metallica) - Kristine Flaherty & Justin Daly – "Blood In the Cut" (K.Flay) - Nothing More – "Go to War" (Nothing More) - Avenged Sevenfold – "The Stage" (Avenged Sevenfold) | [ 28 ]  |
| 2019 | Jack Antonoff Annie Clark                                                        | "Masseduction"                  | St. Vincent                                              | - Jacob Thomas Kiszka, Joshua Michael Kiszka, Samuel Francis Kiszka & Daniel Robert Wagner – "Black Smoke Rising" (Greta Van Fleet) - Tyler Joseph – "Jumpsuit" (Twenty One Pilots) - Jordan Fish, Matthew Kean, Lee Malia, Matthew Nicholls & Oliver Sykes – "Mantra" (Bring Me The Horizon) - Tom Dalgety & A Ghoul Writer – "Rats" (Ghost)                                                           | [ 29 ]  |
| 2020 | Gary Clark Jr.                                                                   | "This Land"                     | Gary Clark Jr.                                           | - Danny Carey, Justin Chancellor, Adam Jones & Maynard James Keenan – "Fear Inoculum" (Tool) - George Daniel, Adam Hann, Matthew Healy & Ross MacDonald – "Give Yourself a Try" (The 1975) - Ezra Koenig – "Harmony Hall" (Vampire Weekend) - Brittany Howard – "History Repeats" (Brittany Howard) |         |
| 2021 | Brittany Howard                                                                  | "Stay High"                     | Brittany Howard                                          | - Fiona Apple – "Shameika" (Fiona Apple) | [ 30 ]  |
| 2022 | Dave Grohl, Taylor Hawkins, Rami Jaffee, Nate Mendel, Chris Shiflett & Pat Smear | "Waiting on a War"              | Foo Fighters                                             | - Rivers Cuomo, Ashley Gorley, Ben Johnson & Ilsey Juber – "All My Favorite Songs" (Weezer) - Caleb Followill, Jared Followill, Matthew Followill & Nathan Followill – "The Bandit" (Kings of Leon) - Wolfgang Van Halen – "Distance" (Mammoth WVH) - Paul McCartney – "Find My Way" (Paul McCartney)                                                                                                   | [ 31 ]  |
| 2023 | Brandi Carlile Phil Hanseroth Tim Hanseroth                                      | "Broken Horses"                 | Brandi Carlile                                           | - Flea, John Frusciante, Anthony Kiedis, Chad Smith – "Black Summer" (Red Hot Chili Peppers) - Brady Ebert, Daniel Fang, Franz Lyons, Pat McCrory, Brendan Yates – "Blackout" (Turnstile) - Robbie Bennett, Adam Granduciel – "Harmonia's Dream" (The War On Drugs) - John Osbourne, Chad Smith, Ali Tamposi, Robert Trujillo, Andrew Wotman – "Patient Number 9" (Ozzy Osbourne hợp tác với Jeff Beck) | [ 32 ]  |
| 2024 | Julien Baker, Phoebe Bridgers, Lucy Dacus                                        | "Not Strong Enough"             | Boygenius                                                | - Mick Jagger, Keith Richards, Andrew Watt – "Angry" (The Rolling Stones) - Dan Nigro, Olivia Rodrigo – "Ballad of a Homeschooled Girl" (Olivia Rodrigo) - Dean Fertita, Joshua Homme, Michael Shuman, Jon Theodore, Troy Van Leeuwen – "Emotion Sickness" (Queens of the Stone Age) - Dave Grohl, Rami Jaffee, Nate Mendel, Chris Shiflett, Pat Smear – "Rescued" (Foo Fighters)                       | [ 33 ]  |
| 2025 | Annie Clark                                                                      | "Broken Man"                    | St. Vincent                                              | - Dan Auerbach, Patrick Carney, Beck Hansen, Daniel Nakamura – "Beautiful People (Stay High)" (The Black Keys) - Jeff Ament, Matt Cameron, Stone Gossard, Mike McCready, Eddie Vedder, Andrew Watt – "Dark Matter" (Pearl Jam) - Billie Joe Armstrong, Tré Cool, Mike Dirnt – "Dilemma" (Green Day) - Jon Beavis, Mark Bowen, Adam Devonshire, Lee Kiernan, Joe Talbot – "Gift Horse" (IDLES)           | [ 34 ]  |

- ^[I]  Các nghệ sĩ biểu diễn chỉ được xướng tên chứ không phải là người nhận giải.
- ^[II]  Hiển thị tên của người viết nhạc, các bài hát được đề cử và nghệ sĩ biểu diễn (trong ngoặc đơn).

## Nhiều lần thắng cử
| Bốn chiến thắng - Dave Grohl - Pat Smear - Bruce Springsteen Ba chiến thắng - Taylor Hawkins, Nate Mendel và Chris Shiflett | Hai chiến thắng - Bono, Adam Clayton, The Edge và Larry Mullen, Jr. - Flea, John Frusciante, Anthony Kiedis và Chad Smith - Rami Jaffee - Alanis Morissette - Brittany Howard |

## Nhiều lần đề cử
| 10 đề cử - Bruce Springsteen 8 đề cử - Dave Grohl 7 đề cử - Nate Mendel và Chris Shiflett 6 đề cử - Bono - Taylor Hawkins 5 đề cử - Adam Clayton, The Edge và Larry Mullen, Jr. - Pat Smear - Chad Smith 4 đề cử - Dan Auerbach và Patrick Carney - Guy Berryman, Jonny Bucklvà, Will Champion và Chris Martin - Flea, John Frusciante và Anthony Kiedis - Caleb Followill, Jared Followill, Matthew Followill và Nathan Followill - Jack White 3 đề cử - Billie Joe Armstrong, Mike Dirnt và Tré Cool - Matthew Bellamy - Ted Dwane, Ben Lovett, Marcus Mumford và Winston Marshall - Jakob Dylan - Melissa Etheridge - Colin Greenwood, Jonny Greenwood, Ed O'Brien, Phil Selway và Thom Yorke - James Hetfield và Lars Ulrich - Brittany Howard - Rami Jaffee - Mick Jagger và Keith Richards - Steven Tyler - Eddie Vedder - Neil Young | 2 đề cử - Jeff Ament - Fiona Apple - Brad Arnold, Todd Harrell và Chris Henderson - Phoebe Bridgers - Brian Burton - Matt Cameron, Stone Gossard và Mike McCready - Annie Clark - Gary Clark Jr. - Kurt Cobain - Charlie Colin, Patrick Monahan, Jimmy Stafford và Scott Underwood - Rivers Cuomo - Bob Dylan - Duke Erikson, Shirley Manson, Steve Marker và Butch Vig - Brvàon Flowers, Dave Keuning, Mark Stoermer và Ronnie Vannucci Jr. - Beck Hansen - John Hiatt - Tyler Joseph - Lenny Kravitz - Chad Kroeger - Dave Matthews - Paul McCartney - Richard Meyer, Ryan Meyer và Johnny Stevens - Alanis Morissette - Joe Perry - Tom Petty - Anrew Watt |